# Iglesia del Rosarillo (Valladolid)
El oratorio de Nuestra Señora del Rosario, popularmente conocida como iglesia del Rosarillo, es una iglesia situada en la ciudad de Valladolid, Castilla y León, España.

## Historia
Perteneció esta iglesia en sus primitivos tiempos al hospital de San Cosme y San Damián, que se fundó en Valladolid para albergue de los litigantes pobres y viudas que acudían a la ciudad para pleitear en la Chancillería de Valladolid.
La fecha exacta de fundación de dicho hospital y edificación de la iglesia levantada en sus inmediaciones que le servía de capilla es desconocida pero hay evidencias documentales que confirman su existencia ya en el siglo XV: el capitán Rodrigo de Villandrando, conde de Ribadeo por merced de Juan II de Castilla otorgada en 1432, tenía su casa junto a este hospital, como menciona Juan Antolínez de Burgos en su Historia de Valladolid: «sus casas eran las que están pegadas al hospital de San Cosme en la plazuela de la Peñolería, tienen un arco de piedra con un escudo de armas que sale fuera de las puertas primeras de las dichas casas, las cuales compró a la cofradía de Nuestra Señora del Rosario, que está fundada en el mismo hospital, para ensanchar las salas de los pobres que estaba muy desacomodado por su cortedad». 
Tras el traslado de la corte del siglo XVII y consecuente capitalidad de Valladolid, necesitando Felipe III para capilla de su palacio real la iglesia donde estaba erigida la cofradía de Nuestra Señora del Rosario y ocupaba el sitio en que estuvo el convento de San Diego, hizo que los cofrades se trasladaran a la iglesia del hospital de San Cosme y San Damián. Se atribuye la construcción actual de la iglesia a Juan de Nates.
Al tener lugar el traslado de la cofradía de Nuestra Señora del Rosario a la iglesia del hospital de San Cosme y San Damián, se refundieron las dos cofradías y desde entonces empezó a conocérsela como del Rosarillo. Fue sede también desde 1609 de la Congregación de Nuestra Señora de la Presentación. Ana del Corral, señora que murió en Valladolid en 1632, dejó al citado hospital rentas para que se instalasen en él doce camas con destino a pobres convalecientes y la casa propia que poseía junto a él para dar mayor extensión y amplitud a sus locales. En 1815, la Congregación de Nuestra Señora de la Presentación, por su precario estado, se unió con la Congregación de sacerdotes bajo la advocación de San Felipe Neri de Valladolid, con sede en la iglesia de San Felipe Neri.
Casimiro González García-Valladolid, en su obra de 1902 Valladolid, sus recuerdos y sus grandezas: religión, historia, ciencias, literatura, industria, comercio y política, la describía de la siguiente forma: 

(...) iglesia que si carece de todo mérito artístico ya en su fábrica ya en las imágenes y retablos que guarda en el interior, es la más rica de Valladolid por el inmenso tesoro de gracias espirituales y de indulgencias con que cuenta. En su entrada principal, correspondiente a la calle del Rosario, ofrece una gran fachada de ladrillo, con un sencillo pórtico de piedra y sobre él un escudo con las armas reales; y por la accesoria, en la plazuela del mismo título, una puerta de arco gótico y encima de ella tres hornacinas del propio estilo, ocupadas la del centro por una imagen de la Virgen del Rosario y las dos laterales por las de San Cosme y San Damián, todas de piedra y además dos escudos iguales cobijados por el sombrero episcopal.

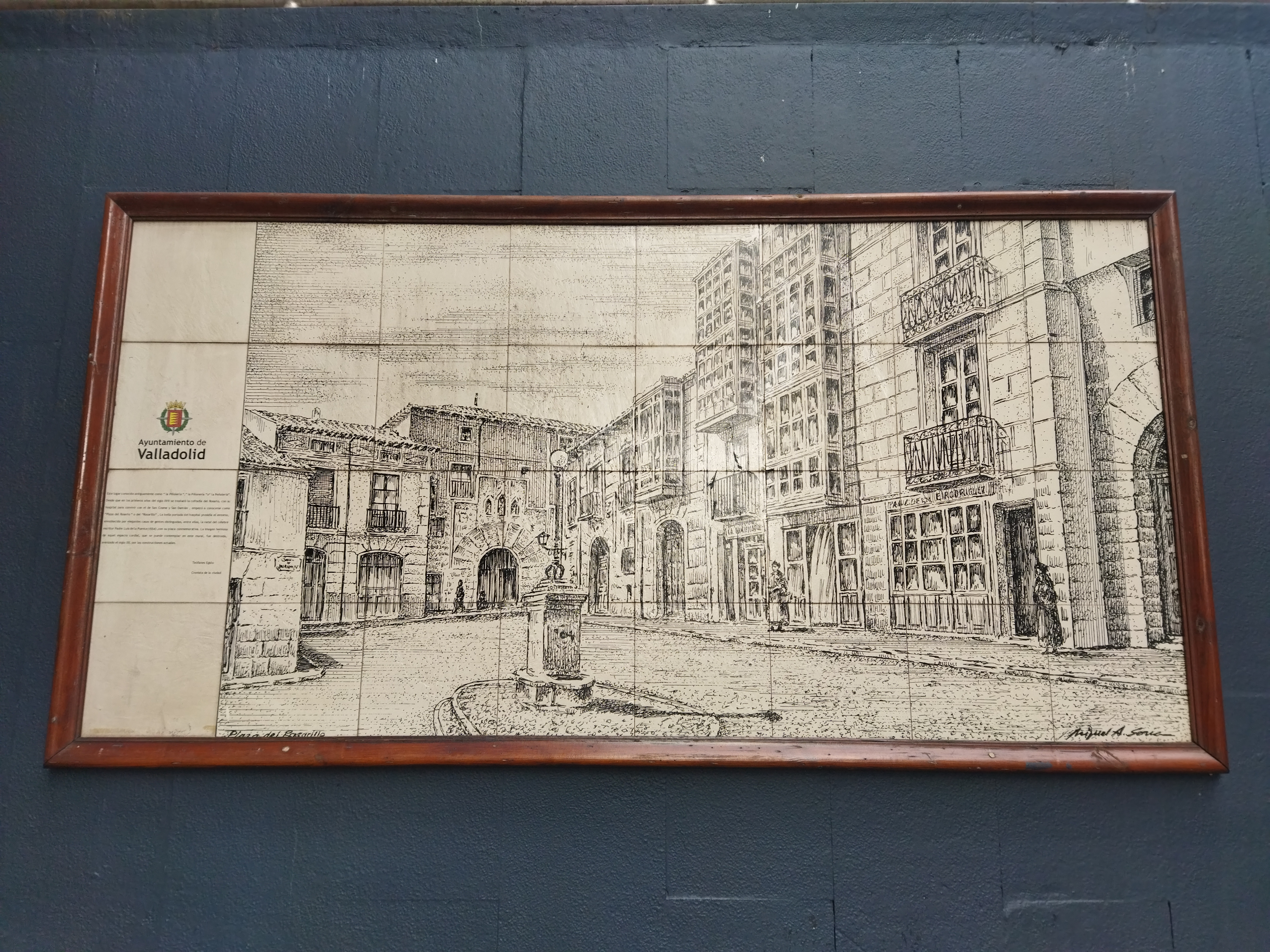
Aspecto original de la plaza del Rosarillo, con la fachada del Hospital de San Cosme y San Damián (actualmente instalada como puerta de acceso a la residencia sacerdotal junto al Palacio Arzobispal

Interiormente consta de una sola nave gótica, bastante capaz y de buenas luces: el retablo mayor, con ocho columnas rodeadas de emparrado y pintadas de colores con los resoltos dorados, presenta en el trono central la Virgen del Rosario, de bastidores, y en los intercolumnios las estatuas de Santo Domingo de Guzmán y San Francisco de Asís, de cuerpo entero y tamaño natural; en el segundo cuerpo Jesús crucificado con la Virgen y el Apóstol San Juan al pie, a los extremos dos Ángeles de talla y en el centro del medio punto las armas reales.

En el cuerpo de iglesia y lado del evangelio, hay un retablo consagrado a los Santos Mártires San Cosme y San Damián, esculturas: más adelante otro con la Virgen de los Dolores y San Antonio de Padua, de talla, y próxima a la puerta principal una capilla dedicada a San Juan Bautista, cuya estatua ocupa el trono principal; en esta capilla hay un altar sencillo al lado del evangelio con una Virgen del Carmen, de bastidores. En el lado de la epístola y haciendo juego con el de enfrente, se ve otro retablo igual a él, con unas imágenes de talla representando la Presentación de Nuestra Señora en el Templo; sigue otro retablo muy lindo y de gran devoción, que contiene en esculturas de regular ejecución y de bastante piedad, la Sagrada Familia, el Espíritu Santo y el Padre Eterno bajo un arco y a los costados San Joaquín y Santa Ana; es lo mejor que hay en la iglesia; y por último otro altar con la Virgen del Camino, de bastidores.

En el oratorio del Rosarillo se halla erigida desde tiempos antiquísimos la devoción a los Sagrados Corazones de Jesús y de María, la primera que se instaló en Valladolid; y en estos últimos años se han creado las de la Pía Unión de San Antonio de Padua, Archicofradía de la Corona Dolorosa de la Bienventurada Virgen María y la del Santísimo Cristo del Refugio.
En la actualidad depende esta iglesia de la Congregación de San Felipe Neri, con el título o advocación de la Presentación de Nuestra Señora.

En las décadas de 1960 y 1970 se produjeron importantes transformaciones urbanísticas en la configuración histórica del espacio que ocupa en la actualidad: el hospital, con fachada a la actual plaza del Rosarillo, fue demolido en la década de 1970. Su fachada se conservó parcialmente para instalarse como entrada de la residencia sacerdotal, situada al costado del Palacio Arzobispal y prácticamente enfrente de la iglesia del Rosarillo. El templo vio renovada su cubierta en 1981, costeándolo el Ministerio de Cultura y se cerró al culto poco después, por lo que su patrimonio artístico se dispersó, destacando el traslado de la Virgen del Rosarillo a la iglesia de San Felipe Neri. El 9 de noviembre de 2024, se celebró su reapertura, tras cuatro décadas cerrada al público y una restauración integral, con una procesión que trasladó la Virgen desde la iglesia de San Felipe Neri.